# 李典
李 典（り てん、生没年不詳）は、中国の後漢末の武将。字は曼成（まんせい）。兗州山陽郡鉅野県の人。子は李禎その他1名。曹操に仕えた。『三国志』魏志「二李臧文呂許典二龐閻伝」に伝がある。

## 正史の事跡
従父の李乾は曹操に付き従って武功を立てたが、兗州が乱れた際に殺された。後を継いだ李整（李乾の子）も亡くなると、李典は潁川郡潁陰県令になり、中郎将となって李整の軍を率いた。李典は若いころ学問を好み、軍事は好きではなかった。先生について『春秋左氏伝』をはじめ多くの書物に親しんだ。曹操はそれを好ましく思い、試しに人民を統治する職につけてみたという（『魏書』）。離狐郡の太守に昇進した。
建安5年（200年）の官渡の戦いでは、李典は一族と部下を引き連れ、食料や絹などを曹操軍に輸送し供給した。袁紹が敗れると裨将軍に任命され、東平国の安民に駐屯した。
建安7年（202年）、曹操が黎陽の袁譚・袁尚を攻撃した際、李典は程昱とともに船で兵糧を輸送した。袁尚は魏郡太守の高蕃に命じて水路を遮断させていた。曹操はあらかじめ「船が通れないなら陸路を行くように」と命じていたが、李典は「高蕃の軍はよろいをつけた兵が少なく、水に頼りきって油断をしているから攻撃すれば必ず勝てる。軍は朝廷に統御されず、国家の利益になるならば専断は許される。速やかに攻撃すべきだ」と主張した。程昱は同意し、高蕃に急襲をかけて打ち破り、水路を回復させた。
劉備が劉表の命で北進して葉まで来た時、曹操は李典を夏侯惇に従わせてこれを防がせた。退却した劉備を夏侯惇は追撃しようとしたが、李典は「敵が理由もなく退いたからには伏兵の疑いがある。道は狭く草木は深いので追ってはいけない」と反対した。夏侯惇は聞き入れず于禁を従えて追撃し、李典は留守を任されたが、夏侯惇が伏兵により不利な状態に陥いった。李典が救援に駆けつけると劉備はすぐに兵を引いた（『博望坡の戦い』）。
建安9年（204年）、鄴の包囲に参加した。
建安10年（205年）8月、高幹が壷関で挙兵すると、楽進と共に討伐した。
建安11年（206年）8月、海賊の管承を楽進と共に破り、敗走させた。破虜将軍に昇進し、都亭侯となった。
その後、拠点としていた乗氏から三千家余りの一族郎党を魏郡の鄴に移住させた。移住することを願い出た時、曹操は笑いながら「耿純にならうつもりか」とたずねた。李典は頭を垂れ、「私はのろまで臆病、功績もわずかですのに厚い待遇を受けております。ですので一族を挙げて仕えるのは当然です。それに征伐はまだ終わっておりませんから、まず都の周辺を充実させ、その勢いをもって四方を制すべきと考えます。耿純にならったわけではありません」と答えた。この行為は曹操に喜ばれ、破虜将軍に昇進した。
建安13年（208年）、曹操が荊州を征伐する際、于禁・張遼・張郃・朱霊・李典・路招・馮楷の7将軍は、章陵太守・都督護軍となった趙儼に統括された（「趙儼伝」）。
建安16年（211年）、曹操が関中で馬超・韓遂らと対峙した際、李典も駐屯したとある（『水経注』）。
建安20年（215年）の合肥の戦いの際、李典は張遼・楽進とともに七千人余りの兵を連れて合肥に駐屯していた。孫権に十万の軍で城を包囲されると、張遼は曹操の命令を奉じて出撃しようとした。しかし三人は普段から不仲だったため、張遼は彼らが賛同しないことを恐れた。李典は慨然として「これは国家の大事であり、計略がどうであるかを顧みるだけだ。我々は個人的な恨みで公の道義を忘れるべきではない」と言い、張遼と共に孫権軍を破って敗走させた。100戸の加増を受け300戸となった。
李典は学問を好み、儒家やその思想を貴んだ。諸将と功績を争わず、士大夫を敬い、慎み深く誠実であったので、軍中ではその長者ぶりを称えられた。
36歳で逝去し、子の李禎が後を継いだ。
曹丕（文帝）が帝位に就くと、合肥の功績を思い起こし、李禎に100戸が加増され、さらに李典の一子に関内侯と領邑100戸が与えられた。愍侯と諡された。
243年秋7月、曹芳（斉王）は詔勅を下し、曹操の廟庭に功臣20人を祭った。その中には李典も含まれている（『斉王紀』）。
陳寿は、李典が儒者を尊重し、義によって個人的な仲違いを忘れたことを立派であると評している。

## 『三国志演義』における李典
小説『三国志演義』では、曹操が反董卓の兵を募った時から仕えた。呂布との戦いや華北4州平定にも参加し、黄巾の黄邵を生け捕るなど、 武将として早くから武功を挙げた。
非常に慎重な性格であり、はやる上役を抑えようとする役割が多い。濮陽城の呂布を攻めた際には、危険であるから城外で待つよう曹操を制止する。しかし曹操は聞かずに入城し、陳宮の術中にはまって大火傷を負った。また曹仁とともに新野にいる劉備を攻撃した際にも、勝算なしとみて援軍を要請し大軍であたること、樊城を守備すべきとの慎重論を主張し、功を急ぐ曹仁と対立している。曹仁は李典の進言を聞き入れず、徐庶の采配に翻弄されて樊城を奪われた。
博望坡の戦いでは、夏侯惇が諸葛亮の計略にかかって深追いしたが、後方にいた李典は前方の地形を分析して火攻めに用心するよう夏侯惇に知らせた。しかしそれと同時に火の手が上がり、攻撃を受けて大敗を喫した。
長坂の戦いでは、張飛が長坂橋を焼き払ったことをいぶかしみ、諸葛亮の罠だと進言する。曹操は張飛には策略などないと断言して再追撃を命じるが、途中で伏兵の関羽に出会い、驚いて撤退した。
以上のように、意見が通ることは少ないものの、冷静に敵状を察知して助言をする副将として描かれている。
209年の合肥の戦いでは、張遼の副将として登場し、40万の敵軍に対して呉の宋謙を射殺した。その後、張遼・楽進と協力して太史慈に致命傷を負わせている。
215年の合肥の戦いでは、40万の敵軍に対して討って出よとの君命に従おうとする張遼に対し、彼と不仲の李典は押し黙ったままで賛成しなかった。しかし張遼に叱咤されて決心し、奇襲を仕掛ける。小師橋を破壊し、張遼・楽進と共に孫権軍を撃退した。216年の濡須口の戦いでは、曹操が40万以上の軍勢を率いて呉に攻め、李典は徐盛に敗れる。

## 墓所
『嘉慶合肥県志』によると、李典が合肥に駐留していた頃、先祖である李陵をまつるために合肥市肥西県の紫蓬山に李陵廟（現在の西廬寺）を建て、李典もこの地に葬られたと伝えられている。その由縁で現在、紫蓬山には李典の墓がある。
また、山東省菏沢市巨野県でも李典の墓とみられる石室が見つかり、菏沢市博物館に収容されているという。